# اوونکو ایوزیچ
اوونکو ایوزیچ (انگلیسی: Zvonko Ivezić؛ ۱۷ فوریهٔ ۱۹۴۹ – ۴ سپتامبر ۲۰۱۶) بازیکن فوتبال اهل یوگسلاوی بود.
از باشگاه‌هایی که در آن بازی کرده‌است می‌توان به باشگاه فوتبال وویوودینا و باشگاه فوتبال سوشو اشاره کرد.
وی همچنین در تیم ملی فوتبال یوگسلاوی بازی کرده‌است.